# العلاقات الأرجنتينية اليونانية
العلاقات الأرجنتينية اليونانية هي العلاقات الثنائية التي تجمع بين الأرجنتين واليونان.

## مقارنة بين البلدين
هذه مقارنة عامة ومرجعية للدولتين:
| وجه المقارنة                                              | الأرجنتين                                               | اليونان                                                                             |
| --------------------------------------------------------- | ------------------------------------------------------- | ----------------------------------------------------------------------------------- |
| المساحة (كم2)                                             | 2.78 مليون                                              | 131.96 ألف                                                                          |
| عدد السكان (نسمة)                                         | 44.27 مليون                                             | 10.76 مليون                                                                         |
| الكثافة السكانية (ن./كم²)                                 | 15.92                                                   | 81.54                                                                               |
| العاصمة                                                   | بوينس آيرس                                              | أثينا، نافبليو                                                                      |
| اللغة الرسمية                                             | اللغة الإسبانية                                         | لغة يونانية، اليونانية الديموطيقية ‏                                                 |
| العملة                                                    | البيزو الأرجنتيني 1983 ‏، بيزو أرجنتيني، أسترال أرجنتيني | يورو، دراخما، فينيكس يوناني ‏                                                        |
| الناتج المحلي الإجمالي (بليون دولار)                      | 637.59 مليار                                            | 200.29 مليار                                                                        |
| الناتج المحلي الإجمالي (تعادل القوة الشرائية) بليون دولار | 883.02 مليار                                            | 285.45 مليار                                                                        |
| الناتج المحلي الإجمالي الاسمي للفرد دولار أمريكي          | 13.43 ألف                                               | 18.00 ألف                                                                           |
| الناتج المحلي الإجمالي للفرد دولار أمريكي                 |                                                         | 26.85 ألف                                                                           |
| مؤشر التنمية البشرية                                      | 0.827                                                   | 0.865                                                                               |
| رمز المكالمات الدولي                                      | +54                                                     | +30                                                                                 |
| رمز الإنترنت                                              | .ar                                                     | .gr                                                                                 |
| المنطقة الزمنية                                           | 00                                                      | توقيت شرق أوروبا، ت ع م+02:00، ت ع م+03:00، توقيت شرق أوروبا الصيفي ‏، أوروبا/أثينا ‏ |

## مدن متوأمة
في ما يلي قائمة باتفاقيات التوأمة بين مدن أرجنتينية ويونانية:
- ترتبط روساريو مع بيرايوس باتفاقية توأمة منذ 2011.[14][15][14][15]
- ترتبط بوينس آيرس مع أثينا باتفاقية توأمة منذ 19 مايو 1994.

## منظمات دولية مشتركة
يشترك البلدان في عضوية مجموعة من المنظمات الدولية، منها:
| علم المنظمة | اسم المنظمة                               | تاريخ انضمام الأرجنتين | تاريخ انضمام اليونان |
| ----------- | ----------------------------------------- | ---------------------- | -------------------- |
|             | المنظمة الهيدروغرافية الدولية             | ?                      | ?                    |
|             | منظمة الشرطة الجنائية الدولية             | ?                      | ?                    |
|             | الاتحاد البريدي العالمي                   | ?                      | ?                    |
|             | منظمة التجارة العالمية                    | ?                      | 1995                 |
|             | الفريق المعني برصد الأرض                  | ?                      | ?                    |
|             | مجموعة الموردين النوويين                  | ?                      | ?                    |
|             | مؤسسة التنمية الدولية                     | 3 أغسطس 1962           | 9 يناير 1962         |
|             | مؤسسة التمويل الدولية                     | 13 أكتوبر 1959         | 26 سبتمبر 1957       |
|             | منظمة حظر الأسلحة الكيميائية              | ?                      | ?                    |
|             | الأمم المتحدة                             | 24 أكتوبر 1945         | 25 أكتوبر 1945       |
|             | الاتحاد الدولي للاتصالات                  | 1889                   | 1866                 |
|             | البنك الدولي للإنشاء والتعمير             | 20 سبتمبر 1956         | 27 ديسمبر 1945       |
|             | مجموعة أستراليا                           | 1993                   | 1985                 |
|             | المركز الدولي لتسوية المنازعات الاستشارية | 18 نوفمبر 1994         | 21 مايو 1969         |
|             | وكالة ضمان الاستثمار متعدد الأطراف        | 11 فبراير 1992         | 30 أغسطس 1993        |
|             | نظام تحكم تكنولوجيا القذائف               | 1993                   | 1992                 |
|             | يونسكو                                    | 15 سبتمبر 1948         | 4 نوفمبر 1946        |

## أعلام
هذه قائمة لبعض الشخصيات التي تربطها علاقات بالبلدين:
- بارتولومي ميتر (26 يونيو 1821[24][25][26] – 19 يناير 1906[24][25][27])
- خوان رامون روتشا (مدرب، ولاعب كرة قدم أرجنتيني، 8 مايو 1954 – )
- رودريغو أرشوبي (لاعب كرة قدم أرجنتيني، 6 يونيو 1985[28] – )
- سارا غالاردو (23 ديسمبر 1931[29] – 14 يونيو 1988[29])
- كريستينا أوناسيس (11 ديسمبر 1950[30] – 19 نوفمبر 1988[30])
- لوكاس فيافانيز (لاعب كرة قدم أرجنتيني، 4 أكتوبر 1991[31] – )

## وصلات خارجية
- موقع وزارة الخارجية الأرجنتينية
- موقع وزارة الخارجية اليونانية